# The Rolling Girls
The Rolling Girls (ローリング☆ガールズ Rōringu Gāruzu?)  es una serie de televisión de anime japonés producida en 2015 por Wit Studio. La serie comenzó su transmisión el 10 de enero de 2015 en Japón en el canal MBS. Dos adaptaciones en manga se han publicado desde el 4 de octubre de 2014 en el Monthly Comic Garden. 

## Trama
Al final de la "Gran Guerra de Tokio", la política y la economía del país cambiaron dramáticamente con la desaparición de las élites sociales. De este modo, todo Japón se dividió en 10 prefecturas que rápidamente se independizaron, pero también y principalmente compitiendo. Los que lucharon en esta Gran Guerra se reconvirtieron a lo que ahora se llama "Mosa", con un poder impresionante, representando a una prefectura y luchando en su honor durante las disputas territoriales. Los Mosa cuentan con el apoyo de su "Mafia", un grupo de personas que trabajan en su servicio y el de la prefectura. La historia de The Rolling Girls comienza con la disputa entre dos Mosa, Kuniko Shigyou y Masami Utoku, también conocida como Maccha Green. Después de que los dos se encuentran fuera de combate en una pelea muy original, la amiga de la infancia de Masami, Nozomi Moritomo, decide hacerse cargo de sus deberes: ella no podrá adquirir la misma fuerza en combate. Masami, pero al menos decide viajar por el país para ayudar a varias personas que lo necesitan, en nombre de su amiga. Muy rápidamente, conoce a tres camaradas que deciden acompañarla: Yukina Kosaka, Ai Hibiki y Chiaya Misono.   

## Personajes

### Personajes principales
Nozomi Moritomo (森友 望未 Moritomo Nozomi?)
Seiyū: Ari Ozawa
Única hija de la familia Moritomo y una niña normal cuya familia dirige el restaurante Moritomo en Tokorozawa. El protagonista y un nuevo recluta de los hélices de la ciudad de Hiroshi. Una amiga de la infancia de Masami que busca crecer más fuerte por sí misma y la ama como a su hermana. Su comida favorita es el meronpan. Admira tanto a Masami y luego se convierte en la aprendiz de Hiyoshi Town Hélices. 
Yukina Kosaka (小坂 結季奈 Kosaka Yukina?)
Seiyū: Rina Hidaka
Un fugitivo de la misma ciudad que Nozomi. Ella tiene un mal sentido de la dirección. Debido a su tímida personalidad, es bastante educada cuando habla con otros. Una vez estuvo protegida por la familia Suzumoto. 
Ai Hibiki (響 逢衣 Hibiki Ai?)
Seiyū: Risa Taneda
Una chica optimista que fue expulsada de los peligros del resto de Higashi Murayama Kitatama después de intentar salvar a los hélices de la ciudad de Hiroshi que fueron tomados como rehenes. Ella es rápida para recurrir a la fuerza bruta cuando las cosas salen mal. Termina uniéndose al grupo de Nozomi. 
Chiaya Misono (御園 千綾 Misono Chiaya?)
Seiyū: Yumiri Hanamori
Una niña pequeña que busca las piedras de poder en forma de corazón llevadas por los Mejores. De alguna manera conoce los apodos infantiles de Nozomi, Yukina y Ai. Ella es la hija adoptada de Haruka Misono, el presidente de Tokorozawa, pero nunca reveló su identidad a Nozomi y sus amigos. En realidad, es una alienígena del futuro y su verdadera forma es una pequeña criatura parecida a un pulpo amarillo. 

### Tokorozawa y Higashimurayama
Masami Utoku (宇徳 真茶未 Utoku Masami?)
Seiyū: Ayumi Fujimura
Un Mejor que lucha por Tokorozawa como el superhéroe de "Maccha Green (マッチャグリーン Matcha Gurīn?)", aunque todos, excepto Nozomi, han adivinado correctamente que son la misma persona. Muy herido después de pelear con Kuniko. 
Kuniko Shigyo (執行 玖仁子 Shigyō Kuniko?)
Seiyū: Fuyuka Ōura
Un "verdugo legendario" de la Gran Guerra de Tokio que usa un imperdible gigante en combate. Un rival del pasado de Masami que lucha con ella como Mejor de Higashi Murayama hasta que su última batalla termine con ambos en un hospital. 
Yukari Otonashi (音無 ゆかり Otonashi Yukari?)
Seiyū: Nozomi Furuki
El principal subordinado de Kuniko. 
Haruka Misono (御園 ハルカ Misono Haruka?)
Seiyū: Sayaka Ohara
Presidente de Tokorozawa y madre adoptiva de Chiaya. Al igual que Chiaya, ella también es una extraterrestre, pero de una especie diferente. Ella está juntando piedras del corazón para que cuando llegue el momento, pueda regresar a Chiaya a casa con su verdadera familia. Ella es sobreprotectora de que Chiaya la tiene confinada en su hogar con Momiyama, preocupada de que se metería en problemas si hubiera revelado su verdadera forma a los demás. Su verdadera forma es un extraterrestre parecido a un calamar. 
Kuranosuke Momiyama (籾山 蔵之介 Momiyama Kuranosuke?)
Seiyū: Tomokazu Seki
La cuidadora de Chiaya vuelve a casa. Sigue en secreto a las chicas en su viaje bajo las órdenes de Haruka para traer a Chiaya de regreso a casa. 
Hinayo Moritomo (森友 日向代 Moritomo Hinayo?)
Seiyū: Yuki Masuda
La madre de Nozomi y la esposa de Tomomori. 
Tomomori Moritomo (森友 友守 Moritomo Tomomori?)
Seiyū: Hiroki Tōchi
El padre de Nozomi y el marido de Hinayo. 

### Miembros de Hiyoshi Town Propellers
Crocodile (クロコダイル Kurokodairu?)
Seiyū: Hiromichi Tezuka
Mii-tan (みいたん Mii-tan?)
Seiyū: Shiho Kokido
Rikako (リカコ Rikako?)
Seiyū: Ami Naitō
Hitoshi (ひとし Hitoshi?)
Seiyū: Daiki Yamashita
Mario (まり夫 Mario?)
Seiyū: Juri Kimura
Den-san (田さん Den-san?)
Seiyū: Shinya Takahashi
Noboru (のぼる Noboru?)
Seiyū: Takuma Nagatsuka
Yumi (ユミ Yumi?)
Seiyū: Saki Tokuhiro

### Always Comima
Aki Habara (羽原 アキ Habara Aki?)
Seiyū: Mika Kanai
Best de Always Comima y el líder de los Caballeros de las Torres Gemelas, el "escuadrón de seguridad de cosplay ", que lleva el nombre de "Thunderoad". Un otaku obsesionado con el anime "Fighting Buddies: Rick and Shaw".
Noriko Suzumoto (鈴本 のり子 Suzumoto Noriko?)
Seiyū: Kei Shindō
Miembro de los Caballeros de las Torres Gemelas.
Aya Suzumoto (鈴本　文 Suzumoto Aya?)
Seiyū: Yūko Mizutani
Madre de Noriko Suzumoto. 
Ryuunosuke Akutabi (芥火竜之介 Akutabi Ryuunosuke?)
Apariciones en camafeo único personaje. Un autor que reside temporalmente en la Mansión Suzumoto. 
Banko (ばん子 Banko?)
Seiyū: Ayuka
Sumire (すみれ Sumire?)
Seiyū: Kanami Satō
Ken (ケン Ken?)
Seiyū: Yoshiaki Hasegawa
Tatsuhiko (たつ 彦 Tatsuhiko?)
Seiyū: Shinya Hamazoe

### Aichi y Mie
Tomoki Suzuka (鈴鹿 友亀 Suzuka Tomoki?)
Seiyū: Yoshimasa Hosoya
Lo mejor de Mie Motors, opera un servicio gratuito de taxi en bicicleta y busca la paz con Aichi. 
Himeko Uotora (魚虎 姫子 Uotora Himeko?)
Seiyū: Hiromi Igarashi
Mamoru Uotora (魚虎 守 Uotora Mamoru?)
Seiyū: Shinpachi Tsuji
Dandy (ダンディ Dandi?)
Seiyū: Akio Ohtsuka
Best de Aichi Tenmusu.

### Kyoto
Misa Ichijō (一条 美沙 Ichijō Misa?)
Seiyū: Mai Nakahara
Best de Kamo Rockers. 
Mamechiyo (豆千代?)
Seiyū: Saori Hayami
Shutendōji (酒呑童子?)
Seiyū: Katsuyuki Konishi

### Hiroshima y Okayama
Kaguya Nayotake (名余竹 輝夜 Nayotake Kaguya?)
Seiyū: Shizuka Itō
Shima Ishizukuri (石作 志麻 Ishizukuri Shima?)
Seiyū: Masako Katsuki
Líder de las piedras Ishizukuri. 
Kishō Ōtomo (大伴 貴将 Ōtomo Kishō?)
Seiyū: Tōru Ōkawa
Momo Fujiwara (藤原 桃 Fujiwara Momo?)
Seiyū: Reina Ueda
Ella es la hija adoptada de Haru Fujiwara. 
Haru Fujiwara (藤原 春 Fujiwara Haru?)
Seiyū: Atsuko Tanaka
Ura Kukino (九鬼 温羅 Kukino Ura?)
Seiyū: Chisa Yokoyama
Ella es la verdadera madre de Momo Fujiwara, también es la líder de los Demonios de Okayama. 
Fubito Kuramochi (車持 不比等 Kuramochi Fubito?)
Seiyū: Tomomichi Nishimura

## Medios de comunicación

### Manga
La serie de manga es la historia de fondo de la serie de anime, escrita por Yōsuke Miyagi y con arte de Bonkara comenzó la serialización en el Comic Garden mensual de Mag Garden a partir del 4 de octubre de 2014. También comenzó la serialización en línea en el comic de la revista de manga de Mag Garden ONLINE MAGAZINE comic BLADE del 30 de octubre de 2014. Una adaptación de manga de yonkoma titulada Ro ~ lling Gi ~ rls Inspiration x Traveler, con arte de Sheepbox, también comenzó la serialización en el cómic ONLINE MAGAZINE BLADE de Mag Garden del 27 de octubre de 2014.

### Anime
Una serie de televisión de anime producida por Wit Studio fue anunciada por Pony Canyon que se emitió en 2015. La serie se estrenó en Japón en MBS y otras estaciones.
Las canciones de apertura y cierre son ambas versiones de temas de la banda japonesa de punk rock The Blue Hearts, " Hito ni Yasashiku " y "Tsuki no Bakugekiki" respectivamente. Varios de los episodios comparten títulos con canciones de The Blue Hearts que incluyen "Kitai Hazure no Hito", "Hoshi o Kudasai" y "Yoru no Tōzokudan".